# Politica de austeritate din anii 1980 din România
În anii 1980, în Republica Socialistă România au fost impuse măsuri severe de austeritate de către președintele Nicolae Ceaușescu pentru a achita datoria externă suportată de stat în anii 1970. Început în 1981, austeritatea a dus la stagnare economică, care a continuat pe tot parcursul anilor 1980, un „sui generis terapie de șoc “, care a redus competitivitatea a economiei românești și a scăzut valoarea exporturilor. 
Deși măsura a contribuit la achitarea datoriei, măsurile dure de austeritate au afectat negativ nivelul de trai al românilor, au crescut lipsurile  și au condus în cele din urmă la execuția lui Nicolae Ceaușescu și la prăbușirea Partidului Comunist Român prin Revoluția Română în decembrie 1989.
Între 1950 și 1975, economia României a crescut la una dintre cele mai rapide rate din lume  iar în anii 1960 și începutul anilor 1970, Ceaușescu a fost considerat unul dintre liderii „luminați” din Europa de Est.  Prin politicile sale interne, el a încercat la sfârșitul anilor 1960 să obțină sprijinul oamenilor, deoarece a crescut salariile, a reformat sistemul de pensii și a încurajat consumul prin scăderea prețurilor bunurilor de consum. 
Cu toate acestea, pe măsură ce economia a continuat să crească în anii 1970, o mare parte din creștere a fost realizată prin investiții în industria grea (34,1% din PIB în planul quinquenal 1971-1975), mai degrabă decât prin consum. Unele industrii, cum ar fi produsele petrochimice și oțelul , au avut o capacitate de producție mai mare decât cererea pe piețele locale și externe disponibile, rezultând în capacități subutilizate. În general, economia a suferit din cauza combinației de unități productive și ineficiente, precum și a falsificării statisticilor și a inventarelor mari de producție nevândute. 
Economia românească a avut o puternică părtinire față de întreprinderile mari: 87% din toți lucrătorii industriali și 85% din producția industrială se aflau în întreprinderi cu peste 1000 de angajați, ceea ce duce la o lipsă de flexibilitate a economiei. 
Creșterea a fost, potrivit lui Daniel Dăianu, un caz de creștere imensizantă, deoarece industrializarea și legăturile sporite cu economiile de piață au fost grăbite cu o bază funcțională slabă, ignorând mecanismele pieței. Acest tip de creștere a limitat potențialul de creștere a exporturilor, iar moneda solidă pentru rambursarea împrumuturilor a fost obținută prin reduceri ale importurilor.